# Mãe Coragem e os Seus Filhos

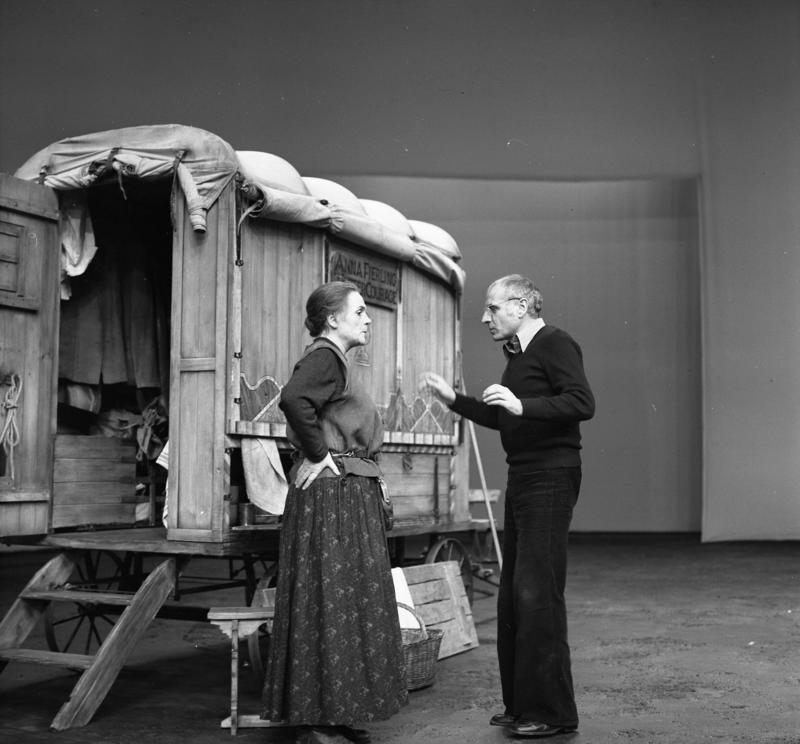
de e Gisela May nos ensaios de Mãe Coragem e os Seus Filhos (1978)

Mãe Coragem e os Seus Filhos (no original em alemão, Mutter Courage und ihre Kinder) é uma peça de teatro escrita em 1941 pelo poeta e dramaturgo alemão Bertolt Brecht (1898-1956). Este trabalho teve uma contribuição significativa de sua amante na época, Margarete Steffin. A peça também foi filmada.
A peça é considerada por muitos como uma das mais importantes do século XX, e talvez a mais importante peça de teatro contra guerra de todos os tempos.
Em Portugal, o texto de Mãe Coragem e os Seus Filhos teve uma tradução de João Lourenço e Vera San Payo de Lemos e outra de Ilse Losa, tendo Jorge de Sena feito uma tradução das canções. A peça foi apresentada por várias ocasiões em solo português por companhias como Novo Grupo / Teatro Aberto (1986) com Eunice Muñoz, CTA - Companhia de Teatro de Almada (2000) ou Companhia João Garcia Miguel (2011) recebendo neste último caso o título simplificado de Mãe Coragem.

## Enredo e conceitos
Escrita em 1939, é uma das nove peças que ele escreveu na tentativa de conter o avanço do Fascismo e do Nazismo. Seguindo os princípios brechtianos de drama político, a peça não está situada em sua época, mas sim na Guerra dos Trinta Anos of 1618-1648. Ela retrata o destino de Anna Fierling, apelidada de "Mãe Coragem", uma mascate que segue o Exército Sueco e está determinada em viver da guerra. Durante o curso da peça, ela perde todos os seus filhos, Queijinho, Eilif e Katrin para a mesma guerra que a fez lucrar.
A peça é um exemplo dos conceitos brechtianos de Teatro épico e de Distanciamento/Estranhamento (O nome original em alemão é Verfremdungseffekt que significa tanto "efeito de distanciamento" quanto "tornar algo estranho". A intenção de Brecht era separar o público das situações familiares e das relações de empatia para que eles pudessem pensá-las objetivamente). Verfremdungseffekt é conseguida através do uso de avisos sobre os enredos das cenas antes delas começarem, justaposição, mudanças de papéis e de figurinos entre os atores e o uso de diferentes formas de narrativas, de peças simples e de cenários. O cenário mantém-se o mais simples possível, porém não é privado de recursos irônicos, como, por exemplo, no cartaz que aparece no ato 5 contendo a seguinte colocação: "Ano:1631. A vitória de Tilly, em Magdeburgo, custa a Mãe Coragem quatro camisas de oficiais". Por exemplo, uma única árvore pode representar uma floresta inteira e o cenário recebe uma forte luz branca para representar tanto uma noite de inverno quanto um dia de verão. As canções ou songs, interpretadas pelos atores, também estão presentes, Segundo Peixoto, "A peça tem algumas das canções mais extraordinárias da obra de Brecht, sobre tudo a Canção das Horas, a Canção da Mulher do Soldado, a Canção da Confraternização, a Canção da Grande Capitulação e a Canção de Salomão (que afirma que todas as virtudes, neste mundo, que não deveria ser como é, são perigosas: é melhor não possuí-las, levar uma vida agradável, ter ao menos uma sopa quente; o cozinheiro, que canta a canção, afirma que é um soldado, mas de que lhe valeu a audácia em todas as batalhas? Nada, passa fome e melhor teria sido ser um cagão e ter ficado em casa)". (PEIXOTO, 1991, p. 194).
A história da peça é contada em 12 anos representados em 12 cenas curtas. Não há tempo na peça para desenvolver sentimentalismos ou empatia por nenhum dos personagens, nem mesmo pela personagem-título. Ainda, Mãe Coragem não é retratada como uma personagem nobre (como faziam os gregos, que, em suas tragédias, colocavam os personagens principais como heróis acima da humanidade), pois o conceito brechtiano de distanciamento não permite. Entretanto, certos críticos apontam um certo "heroísmo grego" na personagem Katrin.
Brecht e Steffin escreveram essa peça em 5 meses e está entre suas peças mais famosas. Seu trabalho tenta mostrar o horror da guerra e a ideia que a virtude não é conseguida em "tempos difíceis" como mostra os filhos de Mãe Coragem. Eles usaram a estrutura épica para passar tal mensagem de modo que o público pensasse sobre tais questões sem se emocionar. As peças épicas de Brecht formar um estilo totalmente distinto de peças teatrais.
Segundo Peixoto, "A peça possui duas fontes nítidas: dois romances de Jakob Christian Grimmelshausen, autor alemão do século XVII − Simplicissimus, apontado por muitos como uma das obras fundamentais da literatura alemã e aceita como o documento mais precioso e expressivo sobre o referido período histórico (ele afirma que a guerra torna os homens piores e não melhores; [...]) e principalmente A vagabunda Coragem (filha ilegítima de um conde, atravessa as batalhas em inúmeras aventuras, amorosas ou picarescas, rouba e engana, combate como soldado e age como prostituta; é ainda Ewen quem acentua que Brecht usou mais o clima e a época de Grimmelshausen do que incidentes específicos)". (PEIXOTO, 1991, p. 192).
Em cada personagem existe uma ideologia, uma crítica, que não diz respeito apenas às personagens, pois podem ser transpostas para o mundo real, são críticas contundentes a população mundial, através da história dessa mulher e seus filhos que cruzam a Alemanha, empurrando uma carroça, cada vez mais velha, mais pesada e mais vazia, fazendo comércio com os soldados (não se importando com o exército ao qual pertencem) na tentativa de ganhar dinheiro para sobreviver durante a guerra,  tirando proveito do momento e da situação.

## Sobre os personagens
Mãe Coragem "hiena no campo de batalha",que é a única que não aprende nada com a guerra, mantêm-se indiferente a realidade ao seu redor. Mesmo perdendo seus 3 filhos, continua nas estradas com seu comércio cada vez mais escasso, e cada vez mais apegada a carroça.
Kattrin, a filha muda, é morta quando mesmo sem voz "fala" a favor de uma causa, ao tocar o tambor para salvar uma cidade, enquanto os camponeses mantêm-se calados, por medo ou por egoísmo, e rezam e ela resolve agir, o que diverge do seu comportamento durante toda obra, é perceptível, sempre, que ela tem um é sensível e que não gosta de ver os outros sofrerem, porém neste momento abre mão de sua vida em prol da cidade. Para Rosenfeld, Kattrin é uma das maiores figuras brechtianas, "no texto da peça a sua presença é medíocre. O palco, como instrumento de narração, lhe dá uma função extraordinária, já não baseada no diálogo e sim na pantomima".
Já Eilif, o filho mais velho, é, logo no início da peça, é "tirado" de sua mãe, quando o sargento recrutador o convence a entrar para a sua tropa. Revela-se um grande soldado, com coragem e astúcia, ganhando logo a admiração de seu general, porém, no ato 8, durante os poucos instantes que a guerra é declarada como finda, ele é condenado por uma ação (invadir a casa de camponeses) que durante a guerra o glorificava. Através desta personagem Brecht denuncia a contradição dos tempos de guerra, como diz a personagem do Capelão; "durante a guerra, por ter feito a mesma coisa você era elogiado, tinha um lugar a direita do general: diziam que era um ato de bravura!", porém para Eilif, sua atitude era de alguém esperto, pois se "fosse estúpido, tinha morrido de fome", é este mesmo pensamento que o leva para o exército, não é por vontade própria, mas porque é o que a sociedade julga correto.
Queijinho, o filho mais moço, considerado ingênuo e honesto pela mãe, também começa a trabalhar no exército e é condenado e morto por tentar defender o cofre de seu regimento.
O Capelão vive durante algum tempo com Mãe Coragem, no entanto apenas como ajudante, visto que ela recusa a suas investidas. Brecht critica a igreja e os seus posicionamentos de interesse, independente da religião, pois esta personagem esconde sua verdadeira religião durante a guerra e conforme o passar do tempo perde seus ideais de pastor. É passado para trás pelo Cozinheiro.
Este era um velho conhecido do Capelão, que o apresenta a Coragem, e a partir de então tenta seduzi-la sem sucesso. No ato IX, tenta convencer Mãe Coragem a seguir com ele para sua cidade natal onde recebeu uma herança, só que para isso ela teria que deixar a filha para trás, o que é terminantemente recusado, assim, o cozinheiro segue seu caminho deixando ambas para trás.
Yvette Pottier era uma prostituta que consegue subir na vida (a única da história), casando-se com um general. Como Coragem disse a ela; "pelo menos, você não está mal: já é alguém a quem a guerra faz bem". Representa a escassa minoria a quem a guerra beneficia, alguns perdem, outros se mantêm e outros caem, e Yvette em uma atitude individualista consegue melhorar seu estilo de vida, como ela mesma afirma; "Houve altos e baixos, mas parou quando eu estava no alto".
O General é a prova de que apesar de uns sofrerem mais do que outros durante a guerra ("Ninguém me venha falar mal dos coronéis: com eles, o dinheiro cresce feito capim", diz Coragem), ninguém está imune e ileso a ela por muito tempo ("O General está sendo enterrado: é um momento histórico", fala do Capelão).
Já os soldados não passam de marionetes nas mãos do comandante, porque são obrigados a fazer aquilo que lhes é imposto, sendo de acordo ou não, apenas seguem ordens, no fundo também têm medo da guerra e das consequências que pode causar em suas vidas, naquele momento e no futuro. ("O Coronel vai espumar de raiva, e nós vamos à corte Marcial, senhor Alferes!", fala do segundo soldado, ato 11).
Os camponeses podem ser analisados como representantes da população em geral, que tem voz, mas não a usa, que não tem coragem para se expressar e lutar por seus direitos, que prefere assistir passivamente as coisas erradas e apenas se queixa, por exemplo, no ato 11,enquanto Kattrin toma uma atitude drástica os camponeses apenas assistem e dizem; "se nós fôssemos mais!", "será que não se pode fazer nada?", "para depois eles virem aqui e acabarem conosco?".
Esses pontos são abordados por Brecht para incentivar a capacidade crítica da população. É necessário apontar que Brecht não se interessava muito pelo lado psicológico das personagens, como se pode perceber pelo resumo acima, para ele o que é realmente importante é a denúncia dos vícios sociais.
Para Rosenfeld, "Essencial é que o público tenha clara noção de que os mesmos personagens poderiam ter agido de outra forma. Pois o homem, embora condicionado pela situação, é capaz também de transformá-la. Não é só vítima da história; é também propulsor dela. Essa visão mais ampla nem sempre é dos personagens, mas é facilitada ao público pela estrutura épica que lhe abre horizontes mais vastos que os dos personagens envolvidos na ação dramática. É, pois, o público que muitas vezes é solicitado a resolver os problemas propostos pela peça que se mantém aberta. (ROSENFELD, 1991, p. 173)".

## Críticas presentes na peça
A proposta de Brecht em Mãe Coragem e os Seus Filhos é basicamente criticar a guerra, suas causas e consequências, "o tema da peça não é um personagem, mas uma situação histórica e suas consequências para os seres humanos". (EWEN apud Peixoto, 1991, p. 192), como já foi dito acima, para este fim lança mão do efeito de distanciamento e estranhamento, através dele "Brecht denuncia o sentido mercenário da guerra, a guerra como cotidiano. É o dinheiro que faz Coragem perder os filhos" (PEIXOTO, 1991, p. 192).
Brecht também cutuca a igreja, seus motivos e meios. "Não é uma guerra qualquer: é uma guerra muito especial, em que se luta pela defesa da fé. É uma guerra que Deus vê com agrado!", afirma o Capelão, que é respondido pelo Cozinheiro "Certo. Por um lado é uma guerra em que se incendeia, se chacina, se saqueia, sem esquecer as mulheres violentadas; mas, por outro lado, é diferente de todas as outras, pois é uma guerra santa, é claro. E ela também deixa a gente com sede, com isso o senhor há de concordar…". A violência vai de encontro aos princípios da igreja, não seria, no mínimo, antagônico valer-se dela para alcançar os fins desejados? Será que os fins realmente justificam os meios? Esta é uma das mais importantes reflexões propostas por Brecht. Como se pode notar, ele expõe um assunto de tal maneira a espantar os espectadores, torna a peça distante a eles, e, assim, consegue os instrumentos para gerar as dúvidas e reflexões.
O governo também não passa despercebido por Brecht, por exemplo, na fala do Cozinheiro sobre o rei, "A seu favor, ele tinha uma coisa: a palavra de Deus, que ainda valia! Não fosse isso, poderiam dizer que ele fazia tudo pensando em lucros e em proveito próprio. Mas ele tem a consciência limpa, e isso é o mais importante!". Seria isso realmente verdade? O rei age sempre em prol do povo? Ele tem o direito de agir assim? Ele ganha alguma coisa com a perda de tantos outros? E a pergunta mais importante, ele se importa com os súditos ou apenas consigo mesmo? É impossível, considerando a época de composição da peça, não pensar em Hitler e nas atrocidades de seus atos como líder.

## Estreia
A peça foi produzida pela primeira vez em Zurique, no teatro Schauspielhaus, por Leopold Lindtberg em 1941. A música foi escrita por Paul Dessau e os músicos foram colocados à vista do público (uma técnica brechtiana dentro do Teatro Épico). Helene Weigel (atriz muito famosa na época) fez o papel-título. Essa produção teve alta influência na formação da Berliner Ensemble, que proveria um caminho para Brecht dirigir suas peças.
As críticas não foram ao encontro das ideias propostas por Brecht, os críticos comentaram que Mãe Coragem era alguém que fazia tudo que estava ao seu alcance para o bem dos filhos, o que não era a intenção do autor, logo, escreveu artigos criticando a falta de discernimento entre o teatro clássico e o épico pela parte dos críticos e espectadores. "Brecht está sobretudo interessado em mostrar a profissão de Mãe Coragem como uma profissão histórica, com contradições abruptas e indestrutíveis". (PEIXOTO, 1991, P. 191).